# Car Guangwu od Hana
Car Guangwu (13. siječnja 5. pr. Kr. – 29. ožujka 57.), rođen kao Liu Xiu, bio je car kineske dinastije Han, poznat po tome što je godine 25. istu dinastiju restaurirao, odnosno osnovao dinastiju Kasniji Han ili Istočni Han. Na početku vladavine vladao je samo dijelovima Kine, da bi postupno pokoravanjem regionalnih gospodara rata konsolidirao cijelu Kinu do svoje smrti 57.
Liu Xiu je bio jedan od brojnih potomaka carske porodice Han. Nakon što je prijestolje Hana uzurpirao Wang Mang i nakon što je propast Wang Mangove kratkotrajne dinastije Xin slijedio građanski rat, istakao se kao jedan od članove bivše dinastije koji je prisizao pravo na prijestolje. Nakon što je sakupio vojsku i proglasio se carem, uspio je poraziti svoje suparnike, a potom i uništiti seljačku vojsku Chimei (Crvenih obrva, 赤眉), poznatu po pljački, te ponovno ujediniti cijelu Kinu godine 36.
Svoju prijestolnicu je uspostavio u gradu Luoyang, 335 kilometara istočno od bivše prijestolnice Chang'an, zbog čega je period započet njegovom vladavinom dobio ime Kasniji Han ili Istočni Han. Poduzeo je neke reforme, pogotovo u području poljoprivrede, koje su za cilj imale otkloniti probleme zaslužne za propast Zapadnog Hana. Iako ne potpuno uspješne, te se reforme od dijela povjesničara smatraju zaslužnim za opstanak Hana u sljedećih 200 godina.
Vojne pohode Guangwua su vodili sposobni zapovjednici, ali car na raspolaganju nije imao vrsne stratege. Umjesto toga on je sam vodio ratne operacije, i to sa svog dvora, pokazujući izvrsnu sposobnost da predviđa poteze protivnika i tijek događaja. Takva praksa je, pak, kod kasnijih careva obično imala katastrofalne rezultate.
Guangwu se također od mnogih kineskih careva odlikovao velikodušnošću, kao i nastojanjem da svoju vlast nametne diplomatskim umjesto vojnim sredstvima. Predstavljao je i jedan od rijetkih primjera osnivača dinastije koji kasnije nije dao pogubiti vojskovođe ili službenike zaslužne za njegov dolazak na prijestolje.
Njegove su supruge bile carica Yin Lihua i Guo Shengtong. Bio je otac cara Minga od Hana.